# Анджело, моя любов
«Анджело, моя любов» (англ. Angelo My Love) — американський драматичний фільм Роберта Дюваля про життя нью-йоркських циган. Картина демонструвалася поза конкурсною програмою на Каннському кінофестивалі 1983 року.

## Виробництво
Роберт Дюваль вперше побачив 8-річного Анджело, який став головним героєм фільму, у 1977 році. За словами режисера, суперечка хлопчика з літньою жінкою на Коламбус-авеню «звучала як любовна сварка». Сценарій фільму було написано самим Дювалем, також під час зйомок з'являлися імпровізаційні фрази акторів, більшість з яких грали самих себе. Крім самого Анджело в картині знялися його старший брат Майкл, сестра Деббі, мати Руті, подруга Патриція (Катерина Рібрака), в одній зі сцен з'являється і його батько Тоні Еванс.
Журнал «Variety» повідомляв, що на створення першого для нього художнього фільму Дюваль витратив близько 5 років і понад 1 млн. доларів. Крім того, одним зі складнощів створення картини стало невміння більшості акторів, зокрема й Анджело, читати англійською.

## У ролях
| Актор            | Роль              |
| ---------------- | ----------------- |
| Анджело Еванс    | грає самого себе  |
| Майкл Еванс      | грає самого себе  |
| Руті Еванс       | грає саму себе    |
| Тоні Еванс       | грає самого себе  |
| Деббі Еванс      | грає саму себе    |
| Стів Циганофф    | грає самого себе  |
| Міллі Циганофф   | грає саму себе    |
| Френкі Вільямс   | грає самого себе  |
| Джордж Ніколас   | грає самого себе  |
| Катерина Рібрака | Патриція          |
| Тімоті Філліпс   | шкільний учитель  |
| Лачлан Янгс      | шкільний репортер |